# Yunnanilus polylepis
Yunnanilus polylepis — вид коропоподібних риб родини Nemacheilidae. Описаний у 2024 році.

## Назва
Видова назва polylepis (з лат. «багатолусковий») походить від характеристики, що вид повністю покритий лускою.

## Поширення
Ендемік Китаю. Поширений у річці Наньпаньцзян у провінції Юньнань.

## Опис
Вид виділяється серед інших представників роду за такими ознаками: весь тулуб вкритий лускою; processus dentiformis відсутній; діаметр ока менше міжочної ширини; дев'ять розгалужених спинних променів; 10 або 11 гіллястих грудних променів; шість розгалужених тазових променів; зовнішні зяброві граблі відсутні та 10 внутрішніх зябрових граблів на першій зябровій дузі.